# Lamač
Lamač (in ungherese Lamacs, in tedesco Blumenau) è un quartiere, con autonomia a livello di comune, della città di Bratislava, capitale della Slovacchia, facente parte del distretto di Bratislava IV.